# Schoppenvrouw (opera)

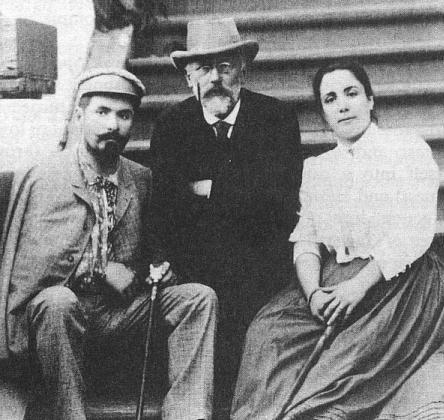
Tsjaikovski met Nikolay en Medeya Figner, die de rollen van Herman en Liza vertolkten tijdens de première van 1890.

Schoppenvrouw of Pique Dame (Russisch: Пиковая дама, Pikovaja Dama) is een opera van Pjotr Iljitsj Tsjaikovski, naar een verhaal van Aleksandr Poesjkin. Het libretto is geschreven door de componist en zijn broer Modest en bestaat uit drie bedrijven (7 tonelen). De première was in 1890, in St. Petersburg. Het werk werd internationaal bekend in 1906, door de uitvoering in de Scala. De creatie in het Frans (vertaling van Paul Spaak) kwam er in de Koninklijke Muntschouwburg in Brussel in 1931. In Nederland werd het pas in het seizoen 1956-57 voor het eerst opgevoerd. Schoppenvrouw wordt, na Jevgeny Onjegin, als Tsjaikovski's beste opera beschouwd.

## Scènes

### Personages
- Hermann (Russ. uitspraak: Guerman), officier van Duitse afkomst (tenor)
- De oude Gravin (alt of mezzosopraan)
- Lisa, kleindochter van de gravin (sopraan)
- Vorst Jeletzky, Lisa's verloofde (bariton)
- Soerin, een officier (bas)
- Graaf Tomski, een officier (bariton)
- Tsjekalinski, een officier (tenor)
- Ceremoniemeester (?)
- Tsjaplitski, kaartspeler (tenor)
- Naroemov, kaartspeler (bas)
- Gouvernante (mezzosopraan)
- Polina, Lisa's vriendin (mezzosopraan)
- Masja, Lisa's kamenier (sopraan)
- Priljepa, (sopraan)

Plaats en tijd van handeling: St. Petersburg, einde 18e eeuw.
In het tweede bedrijf neuriet de oude gravin in haar stoel een aria uit haar jeugd, uit 1784; daarom is 1840 à 1850 een betere datering dan 'eind 18e eeuw'. Bij Poesjkin is de gravin 87 jaar.

### Eerste bedrijf

#### 1e toneel. Een zomerse dag in het park van St. Petersburg
De officier Hermann is verliefd op een onbekende dame. Via een collega wordt hij aan haar voorgesteld en komt zo te weten dat zij Lisa heet, als een soort gezelschapsdame inwoont bij haar grootmoeder, een oude gravin, en zich zojuist verloofd heeft met een goede partij, vorst Jeletzky ("vorst": hoge adel), en verder dat men van de oude gravin zegt dat zij het geheim van de "drie kaarten" kent, waarmee je een kaartspel altijd met zekerheid zult winnen.
Hermann, een spaarzame Duitser, realiseert zich dat er geld nodig is om een dame van Lisa's maatschappelijk niveau het hof te kunnen maken en wordt door het gerucht over de oude gravin aan het denken gezet.

#### 2e toneel. Lisa's kamer
Lisa realiseert zich dat zij verliefd is op Hermann en niet op haar verloofde, vorst Jeletzky. Hermann ondertussen heeft besloten de koe bij de horens te vatten en klimt via het balkon Lisa's kamer binnen. Zij verklaren elkaar hartstochtelijk hun liefde.

### Tweede bedrijf

#### 1e toneel. Een bal in een grote feestzaal
Vorst Jeletzky (die kennelijk weet wat er speelt) betuigt Lisa zijn liefde, in een uiterste maar vergeefse poging haar te behouden. Hermann, ook aanwezig, wordt in beslag genomen door gedachten aan rijk zijn en dan Lisa's hand kunnen vragen. Hij krijgt een briefje van Lisa dat ze hem na het bal in haar kamer wil spreken.
Na een intermezzo (enkele aanwezigen voeren een mini rococo-operaatje op) geeft Lisa Hermann een sleutel, waarmee hij gemakkelijk bij haar binnen kan komen via de slaapkamer van de oude gravin, die toch nog zal zitten te kaarten.

#### 2e toneel. De slaapkamer van de oude gravin
Hermann sluipt naar binnen en verbergt zich in de slaapkamer van de gravin, die even later binnenkomt. Als haar kameniers vertrokken zijn en zij nog even in een stoel zit te mijmeren, komt Hermann tevoorschijn en vraagt haar naar het geheim van de drie kaarten. De gravin is overdonderd door de indringer en reageert niet. Om haar onder druk te zetten bedreigt hij haar met zijn pistool, waarop zij sterft van schrik.
Dan komt Lisa binnen en ziet wat er gebeurd is. Ze realiseert zich dat Hermann niet voor haar kwam, maar voor de drie kaarten, en stuurt hem weg.

### Derde bedrijf

#### 1e toneel. Hermanns kamer in de kazerne
Hermann leest een brief van Lisa waarin ze hem vergeeft en hem vraagt haar om middernacht bij het Winterpaleis te ontmoeten.
Er hangt een vreemde sfeer in Hermanns kamer, die hij niet kan duiden. Dan is er een plotselinge windvlaag en de geest van de oude gravin staat voor hem. Ze zegt dat hij met Lisa moet trouwen en onthult hem alsnog het geheim van de drie kaarten: "Trojka, Semjorka, Toes" (drie, zeven, aas). Hermann is buiten zichzelf van opwinding.

#### 2e toneel. Aan het kanaal
Hermann ontmoet Lisa aan het kanaal bij het Winterpaleis. Lisa wil bespreken hoe het nu verder moet met hen en oppert om samen naar het buitenland te vluchten, maar Hermann kan maar aan één ding denken. Hij stoot Lisa van zich af en rent weg, naar de speelzaal. Lisa is wanhopig en verdrinkt zich in het kanaal.

#### 3e toneel. De speelzaal
De officieren zijn bijeen en vermaken zich. Tomski zingt een grappig liedje. Dan arriveert Hermann, die een geagiteerde indruk maakt. Hij zet twee keer al zijn spaargeld op de verwachte kaart (3 resp. 7) en wint beide keren. Hij is nu schatrijk. Iedereen staat om zijn speeltafel om dit vreemde gebeuren te volgen, maar niemand durft meer tegen hem te spelen. Dan neemt Jeletzky de uitdaging aan en wordt zo de voltrekker van de wraak. Hermann trekt een kaart en zegt zelfverzekerd "Toes", zonder te kijken. "Njet, Pikowaja dama" hoort hij Jeletzky zeggen.
De derde kaart is dus niet de voorzegde aas, maar schoppenvrouw. Ze heeft het gezicht van de oude gravin en lijkt naar hem te knipogen. Zo heeft zij dus wraak genomen op Hermann. Hermanns wereld stort in. Hij is alles kwijt en realiseert zich met een schok wat hij aangericht heeft. Hij vraagt Jeletzky om vergeving en pleegt zelfmoord. Hij sterft met Lisa's naam op zijn lippen. De laatste maten van de opera zijn een mini-requiem.